# Opwekking van de dochter van Jaïrus

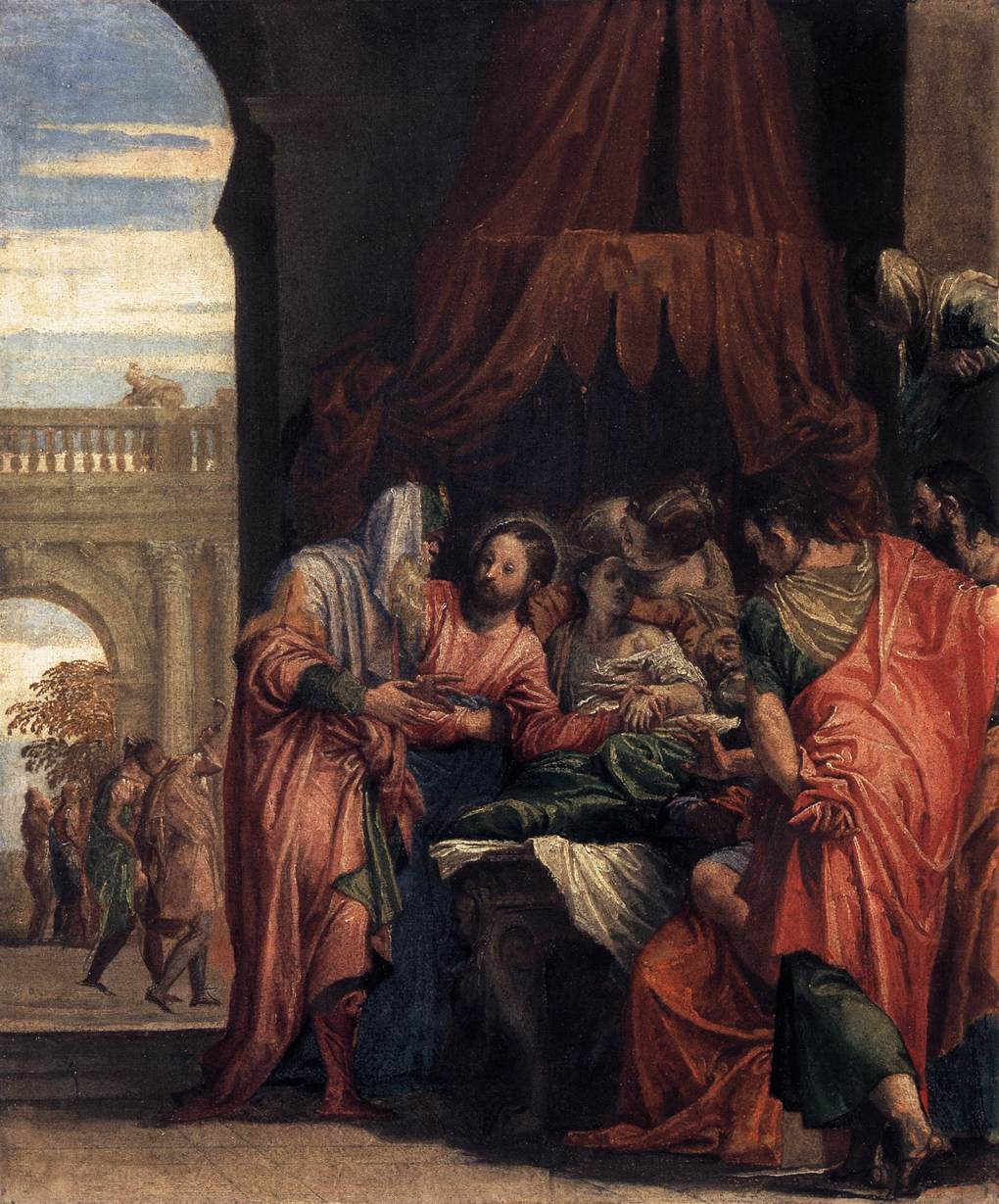
Opwekking van de dochter van Jaïrus (1546), Paolo Veronese.

De opwekking van de dochter van Jaïrus is een verhaal over de wonderen van Jezus in het Nieuwe Testament dat door de drie synoptische evangeliën op verschillende manieren wordt verteld. De drie versies van het verhaal zijn allemaal verweven met het verhaal van de genezing van de bloedvloeiende vrouw. De narratieven kunnen worden gevonden in Marcus 5:21–43, Matteüs 9:18–26 en Lucas 8:40–56.

## Samenvatting
Wetenschappers hebben algemeen erkend dat dit verhaal een typische voorbeeld is van een synoptische drievoudige traditie en dat de Lucasversie en de Matteüsversie van de Marcusversie zijn afgeleid. Er bestaat geen equivalent verhaal in het Evangelie volgens Johannes. Hoewel sommige geleerden vergelijkingen hebben getrokken met narratieven over de genezing van de zoon van de koningsdienaar (Johannes 4:46–53) en de opwekking van Lazarus (Johannes 11:1–54), schreef Zwiep (2015) dat 'dit tot dusver volgens de meeste Bijbelwetenschappers geheel andere en ongerelateerde verhalen zijn.':352

### Premisse
Wetenschappers zijn zich goed bewust van de verschillen tussen de drie narratieven in de evangeliën. De premisse van het verhaal in Marcus en Lucas is dat een leider van een synagoge (Marcus: εἷς τῶν ἀρχισυναγώγων 'een van de synagogenleiders'; Lucas: ἄρχων τῆς συναγωγῆς 'een leider van een synagoge') in Galilea die Jaïrus heet (Grieks: Ἰάειρος Iaeiros, van de Hebreeuwse naam Jaïr) wil dat Jezus zijn 12-jarige dochter komt 'genezen/redden' (Marcus: σωθῇ) omdat zij 'stervende' was (Lucas: ἀπέθνῃσκεν; 'op sterven lag' (NVB21, NBG-1951)) of 'op het (punt van het) einde (vast)hield' (Marcus: ἐσχάτως ἔχει; 'ligt op sterven' (NBV21); 'ligt op haar uiterste' (NBG-1951)). In Matteüs wordt de naam van de synagogeleider niet vermeld, noch de leeftijd van het meisje; het meisje is al 'zojuist gestorven' (ἄρτι ἐτελεύτησεν) en haar vaders verzoek aan Jezus is dat hij zijn hand op haar legt, want 'dan zal ze weer leven' (Matteüs: καὶ ζήσεται). Met andere woorden, in Matteüs vraagt hij Jezus om haar dood terug te draaien in plaats van te voorkomen, zoals in Marcus en Lucas.:352

### Setting
De timing en setting van het verhaal verschilt enigszins per evangelie. In Marcus en Lucas volgt het verhaal onmiddellijk na de demonenuitdrijving bij de Gerasenen (of 'Gergesenen'); Jaïrus komt naar Jezus toe zodra hij uit zijn boot stapt en aan wal gaat.:353 In hoofdstuk 9 van Matteüs speelt Jezus na zijn demonenuitdrijving bij de Gadarenen eerst nog de hoofdrol in drie andere verhalen: de genezing van de verlamde (in Kafarnaüm), de roeping van Matteüs en de gelijkenis over nieuwe wijn in oude zakken. Jezus bevindt zich in het huis van de apostel Matteüs en gaat daar om met tollenaars en zondaars terwijl hij discussies voert met farizeeën en discipelen van Johannes de Doper op het moment dat de synagogeleider arriveert.:353
Marcus en Lucas vermelden een grote menigte (ὄχλος) die Jezus volgt en tegen hem aanduwt / zich om hem heen verdringt (συνέθλιβον/συνέπνιγον αὐτόν) terwijl hij Jaïrus naar zijn huis volgt. Matteüs maakt hiervan geen gewag; bij hem zijn het slechts Jezus en zijn discipelen (μαθηταὶ) die achter de synagogeleider aan lopen.:352

### De bloedvloeiende vrouw
Het narratief over de dochter van Jaïrus wordt onderbroken door de verschijning van een vrouw die al 12 jaar last had van een bloeding (hemorragie) (Matteüs: αἱμορροοῦσα haimorroousa; letterlijk "een bloedvloeiing gehad hebbende", volgens NBV21 "die aan bloedverlies leed"; Marcus/Lucas: οὖσα ἐν ῥύσει αἵματος ousa en rhysei haimatos; letterlijk "zijnde met een vloeiing van bloed", volgens NBV21 "die aan bloedverlies leed"). Marcus en Lucas informeren de lezer dat al deze tijd niemand haar had kunnen genezen, waaraan Marcus dramatisch toevoegt: 'Ze had veel ellende doorgemaakt door de behandeling van allerlei artsen, aan wie ze haar hele vermogen had uitgegeven zonder dat ze ergens baat bij had gehad; integendeel, ze was alleen maar achteruitgegaan' (Marcus 5:25–26 NBV21; Lucas 8:43). Zodra ze de kleding/mantel (Marcus: ἱματίου) of de zoom/rand van de kleding/mantel (Lucas: κρασπέδου τοῦ ἱματίου) van Jezus aanraakte, stopte haar bloeding meteen volgens Marcus en Lucas. In Matteüs werd ze pas genezen nadat Jezus tegen haar had gezegd: "Houd moed, mijn dochter, uw geloof heeft u gered." Matteüs' verhaal van de bloedvloeiende vrouw eindigt daar ook (Matteüs 9:20–22).:63–67
In Marcus en Lucas blijkt de aanraking van zijn kleding door de vrouw Jezus te verontrusten: hij lijkt geïrriteerd of zelfs boos te zijn (aangezien vermeld wordt dat de vrouw φοβηθεῖσα καὶ τρέμουσα 'bang was en trilde' door zijn reactie) wanneer hij voelt (Marcus) of zegt (Lucas) dat 'er kracht van hem/mij is uitgegaan'. Jezus ondervraagt mensen in de menigte: 'Wie heeft mij/mijn kleding aangeraakt?' Lucas beweert dat iedereen in de menigte ontkent het te hebben gedaan en laat Petrus zeggen dat de mensen om Jezus heen staan te duwen en te dringen (Marcus vermeldt alleen dat laatste, bij monde van 'de discipelen'). Jezus neemt daar echter geen genoegen mee en blijft de menigte net zo lang inspecteren totdat de nu genezen vrouw zich trillende en bang zijnde aan Jezus' voeten werpt en toegeeft dat zij het heeft gedaan. Jezus antwoordt: 'Uw geloof heeft u gered/behouden, mijn dochter; ga in vrede,' (met de toevoeging 'u bent van uw kwaal genezen' of 'wees genezen van uw kwaal' in Marcus). Hiermee worden de Marcus- en Lucasversies van het verhaal van de bloedvloeiende vrouw afgesloten (Marcus 5:25–34, Lucas 8:43–48).:63–67

### Overlijdensbericht dochter
In het narratief van Marcus en Lucas 'kwamen [mensen]' (Marcus: ἔρχονται, meervoud) of 'kwam iemand' (Lucas: ἔρχεταί τις, enkelvoud) met het bericht dat de dochter van Jaïrus is overleden:62 en Jaïrus wordt gevraagd om Jezus niet verder lastig te vallen. Maar Jezus reageert: "Wees niet bang, geloof alleen [maar]," waarbij Lucas het citaat oprekt met de woorden "en ze zal worden genezen/gered" (σωθήσεται).:141 Zodra ze bij het huis van Jaïrus arriveren staat Jezus het niemand toe om met hem mee naar binnen te gaan 'behalve Petrus, Jakobus en Johannes, de broer van Jakobus', waar Lucas aan toevoegt: 'en de vader van het kind en de moeder', die er later door Marcus ook aan toegevoegd worden (Marcus 5:35–37,40; Lucas 8:49–50).
In de versie van Matteüs was de dochter al vanaf het begin van het verhaal dood, dus deze gebeurtenis vindt niet plaats. Bovendien laat Matteüs' Jezus 'geen omstanders toe om getuige te zijn van hoe Jezus het opwekkingswonder verricht (Matt. 9:25)'.

### Jezus wekt dochter op
Bij het huis van Jaïrus vermeldt Marcus dat Jezus "een groep mensen [ziet] die luid stonden te huilen en weeklagen" (Marcus 5:38 NBV21). Lucas 8:52 (NBV21) schrijft: "Alle aanwezigen waren aan het weeklagen en sloegen zich van verdriet op de borst." Volgens Matteüs ziet Jezus "de fluitspelers en de luid weeklagende menigte" (Matteüs 9:23 NBV21). Jezus vraagt volgens Marcus retorisch waarom de mensen klagen; volgens Lucas zegt hij dat ze moeten stoppen met klagen; volgens Matteüs zegt Jezus tegen de menigte: 'Ga weg'. De drie synoptici zijn het erover eens dat Jezus daarna aan alle aanwezigen vertelt: 'Het kind/meisje/ze is niet gestorven, maar slaapt.' Maar de menigte lacht Jezus uit. Marcus zegt dat Jezus de menigte naar buiten stuurt; Matteüs bevestigt dat iedereen wordt weggestuurd, maar zegt niet door wie; Lucas vermeldt dit niet, maar benadrukt dat de aanwezigen 'wisten dat ze was gestorven'.:57
Jezus ging daarna weer naar binnen (Marcus, Matteüs). Hij nam het meisje bij de hand en zij stond op. In de versie van Marcus wordt er een Aramese frase aan Jezus toegeschreven: "Talitha koum", in het Grieks getranslitereerd als ταλιθα κουμ, dat volgens Marcus betekent: "Meisje, ik zeg je, sta op!" (Τὸ Κοράσιον, σοὶ λέγω, ἔγειρε. Marcus 5:41 NBV21). Lucas' Jezus zegt: "Kind, sta op!" (Ἡ Παῖς, ἔγειρε). Matteüs' Jezus zwijgt. De verhaalversies van Marcus en Lucas eindigen met de instructies van Jezus dat het meisje iets te eten moet worden gegeven en dat Jaïrus en zijn vrouw niemand mogen vertellen wat er is gebeurd. Aan de andere kant vermeldt Matteüs niets over eten of over een zwijgbevel en sluit het verhaal af door te zeggen: 'En/maar dit nieuws/bericht/verhaal verspreidde zich in de hele omgeving.':62 Direct daarna geneest Matteüs' Jezus twee blinden en verbiedt hen om er anderen over te vertellen, 'Maar na hun [=van Jezus en de discipelen] vertrek verspreidden ze het nieuws over [Jezus] in de hele omgeving,' waarmee het nu expliciet opgelegde zwijgbevel wordt genegeerd (Matteüs 9:27–31).

## Narratieve vergelijking
Onderstaande vergelijking is hoofdzakelijk gemaakt op basis van de NBV21.
|                           | Matteüs | Marcus | Lucas |
| ------------------------- | --- | --- | --- |
| Jaïrus vraagt om hulp     | Matteüs 9:18–19 - Bij Matteüs' huis [9:10] knielde een synagogeleider voor Jezus en zei: 'Mijn dochter is zojuist gestorven. Kom alstublieft en leg haar de hand op, dan zal ze weer leven.' - Jezus en zijn discipelen volgden hem. | Marcus 5:21–24 - Jezus ging terug, stak het Meer van Galilea over en kwam een menigte tegen. - Synagogeleider Jaïrus viel aan Jezus' voeten en smeekte: 'Mijn dochter ligt op sterven; kom haar de handen opleggen om haar te redden en te zorgen dat ze in leven blijft.' - Jezus en een grote menigte die zich om hem verdrong ging met Jaïrus mee. | Lucas 8:40–42 - Jezus keerde terug naar Galilea en kwam een menigte tegen. - Synagogeleider Jaïrus viel aan Jezus' voeten en smeekte hem om naar zijn huis te komen omdat zijn enige dochter (ongeveer 12 jaar oud) op sterven lag. - Jezus volgde hem, werd bijna geplet door de menigte. |
| De bloedvloeiende vrouw   | Matteüs 9:20–22 - Een vrouw die al twaalf jaar aan bloedvloeiingen leed raakte Jezus' kleding aan in de hoop te genezen. - Jezus zag haar en zei: 'Houd moed, dochter, uw geloof heeft u gered.' - En vanaf dat moment was de vrouw genezen. | Marcus 5:25–34 - Een vrouw die al twaalf jaar aan bloedvloeiingen leed en alles wat ze had vergeefs gespendeerd had aan artsen, maar er alleen slechter op was geworden, hoorde over Jezus en raakte zijn kleding aan in de hoop te genezen. - Haar bloedingvloeiing stopte meteen en ze voelde het. - Jezus voelde dat er kracht van hem was uitgegaan en vroeg: 'Wie heeft mijn kleren aangeraakt?' - Discipelen: 'U ziet toch dat de menigte zich om u verdringt, dus waarom vraagt u dat?' - Jezus bleef rondkijken om te zien wie het had gedaan. - De vrouw viel aan zijn voeten en vertelde de waarheid terwijl ze trilde van angst. - Jezus: 'Uw geloof heeft u gered, dochter; ga in vrede, u bent / wees van uw kwaal genezen.' | Lucas 8:43–48 - Een vrouw die al twaalf jaar aan bloedvloeiingen leed en die door niemand kon worden genezen raakte de zoom van Jezus' kleding aan. - Haar bloedingvloeiing stopte meteen. - Jezus: 'Wie heeft mij aangeraakt?' - Allen ontkenden. Petrus: 'Mensen staan om u heen te duwen en dringen.' - Jezus: 'Iemand heeft me aangeraakt, ik weet dat kracht van mij is uitgegaan.' - Toen de vrouw snapte dat ze zou worden gezien, trilde ze van angst, viel aan zijn voeten, vertelde waarom ze hem had aangeraakt en dat ze meteen was genezen. - Jezus: 'Uw geloof heeft u gered; ga in vrede.' |
| Bericht dochter overleden | | Marcus 5:35–37 - Mensen kwamen van Jaïrus' huis en vertelden hem: 'Uw dochter is gestorven, waarom valt u de meester nog lastig?' - Jezus hoorde hen en zei: 'Wees niet bang, geloof alleen [maar].' - Jezus stond niemand toe om hem te volgen behalve Petrus, Jakobus en Johannes, de broer van Jakobus. | Lucas 8:49–50 - Iemand kwam van Jaïrus' huis en vertelde hem: 'Uw dochter is gestorven. Val de meester niet langer lastig.' - Jezus hoorde hen en zei: 'Wees niet bang, geloof alleen [maar], dan zal ze worden gered.' - Nadat Jezus het huis van Jaïrus had betreden, stond hij niemand toe om met hem mee naar binnen te gaan behalve Petrus, Jakobus, Johannes en de ouders. |
| Jezus wekt dochter op     | Matteüs 9:23–26 - Jezus betrad het huis van de synagogeleider, zag fluitspelers en een luid weeklagende menigte. - Jezus: 'Ga weg. Het meisje is niet gestorven, maar slaapt.' - De menigte lachte Jezus uit. Ze werden naar buiten gestuurd. - Jezus ging naar binnen, nam haar bij de hand en zij stond op. - Dit verhaal verspreidde zich in de hele omgeving. | Marcus 5:38–43 - Jezus zag bij het huis van de synagogeleider een groep huilende en weeklagende mensen en hij ging naar binnen. - Jezus: 'Waarom maken jullie zo'n misbaar en huilen jullie? Het kind is niet gestorven, maar slaapt.' - De menigte lachte Jezus uit. Hij stuurde ze naar buiten. - Jezus nam de ouders en zijn 3 discipelen mee naar binnen, nam het kind bij de hand en zei: 'Talitha koum! (Meisje, ik zeg je, sta op!)' - Het meisje stond op en begon rond te lopen (ze was 12 jaar oud). - Ze waren verbijsterd. Jezus gebood hen streng om niemand te vertellen wat er was gebeurd en om haar wat te eten te geven.                                                                                                | Lucas 8:51–56 - Alle aanwezigen weeklaagden en sloegen zich van verdriet op de borst. - Jezus: 'Houd op met klagen. Ze is niet gestorven, maar slaapt.' - De menigte lachte Jezus uit, want ze wisten dat ze was gestorven. - Jezus nam het meisje bij de hand en zei: 'Kind, sta op!' - Haar levensadem keerde terug en ze stond meteen op. - Jezus vertelde hen om haar wat te eten te geven. De ouders waren verbijsterd, maar hij gebood hen niemand te vertellen wat er was gebeurd. |

## Interpretatie

### Betekenis van 12 jaar
De gecombineerde verhalen zijn gebruikt als voorbeeld van raamvertelling (ook wel "sandwichverhaal"), waarbij het ene incident in het andere wordt geplaatst, in dit geval met elkaar verbonden door de 12 jaar durende kwaal en het 12-jarige meisje. 12 jaar is ook de leeftijd waarop meisjes verantwoordelijk worden onder de joodse wet. Daarom lijkt het erop dat Marcus en Lucas de leeftijd van het meisje noemen om te benadrukken hoe tragisch het is dat zij komt te overlijden voordat haar vader haar kan uithuwelijken, een bruidsschat kan ontvangen en kleinkinderen verwachten die zijn stamboom voortzetten. Mary Ann Getty-Sullivan (2001) merkte op: 'Derhalve werd de vader geconfronteerd met het risico op financieel verlies en ook sociale schaamte, bovenop het persoonlijke verdriet van de ziekte en dood van zijn dochter.'

### Status van vrouwen
Andere verbanden die Getty-Sullivan legde waren onder meer het feit dat Jezus de bloedvloeiendde vrouw 'dochter' noemt terwijl hij op weg is naar de dochter van Jaïrus. Hieruit blijkt de inferieure status van beide vrouwelijke personen omdat het meisje vertegenwoordigd wordt door haar vader (en haar wordt geen eigen naam gegeven, ze is slechts de 'dochter van') en de vrouw durft Jezus niet rechtstreeks op Jezus af te lopen om genezing te vragen, maar benadert hem heimelijk van achteren om zijn kleding aan te raken. Bovendien zijn zowel de vrouw als het meisje ritueel onrein geworden door hun aandoeningen, maar toch geneest Jezus hen op wonderbaarlijke wijze door hen aan te raken.
Volgens Barbara E. Reid (1996) is het significant dat Lucas toevoegt dat het de enige dochter is van de vader en dat het narratief van de opwekking van de zoon van de weduwe van Naïn (alleen verhaald in het Lucas-evangelie, 7:11–17) er een exacte weerspiegeling van is doordat er wordt gesteld dat het de enige zoon van de moeder is. Aangezien de genders hier omgedraaid zijn, maar desalniettemin op dezelfde manier behandeld worden, concludeerde Reid dat dochters en zonen door Lucas' Jezus als gelijken werden behandeld, in tegenstelling tot de cultuur van die samenleving, waarin zonen ver boven dochters in waarde werden geacht.

### Rol van geloof
John Donahue en Daniel J. Harrington (2005) verklaarden dat deze episode aantoonde dat "geloof, vooral zoals belichaamd door de bloedvloeiende vrouw, kan bestaan in schijnbaar hopeloze situaties". Michael Keene (2002) zei dat er een verband is tussen Jaïrus en de vrouw: "De link tussen hen is geloof omdat Jaïrus en de bloedvloeiende vrouw groot geloof in Jezus vertoonden". John Walvoord en Roy Zuck (1983) schreven: "Wat eerst een rampzalige vertraging in de genezing van de vrouw leek, verzekerde juist het herstel van de dochter van Jaïrus. Dit was door voorzienigheid geboden om het geloof van Jaïrus op de proef te stellen en te versterken." Johann Peter Lange (1960) stelde ook: "Deze vertraging zou dienen om zowel het geloof van Jaïrus op de proef te stellen als het te versterken."

### Beschrijving van de opwekking
William Robertson Nicoll (1897) suggereerde dat de instructie om het meisje te voeden in Lucas "op een prominentere plek" is geplaatst dan in Marcus "om te laten zien dat omdat ze echt dood was geweest, ze nu echt levend en wel was; en dus voedsel nodig had en in staat was om het te eten". Frédéric Louis Godet (1889) merkte op over "de kalmte waarmee Jezus dit gebod gaf zo kort na zo'n uitzonderlijke gebeurtenis": "Zo simpel als een arts de polsslag van een patiënt voelt, regelt Hij haar dieet voor de dag". Getty-Sullivan (2001) wees erop dat, in plaats van het Marcus/Lucas-werkwoord ἀνίστημι ("opstaan, gaan staan"), Matteüs het werkwoord ἐγείρω ("opstaan, verrijzen, opkomen") hanteert dat algemeen verbonden wordt aan de herrijzenis van Jezus. Ze suggereerde dat Matteüs daarmee Jezus' wonderbaarlijke opwekking van de dochter van Jaïrus presenteerde als een voorafschaduwing van wat er later met Jezus zelf zou gebeuren.:61